# Ню Сенжу
Ню Сенжу (*牛僧孺, 779 —†29 грудня 849) — китайський політичний діяч часів династії Тан, канцлер у 823–825 та 830–832 роках, письменник.

## Життєпис
Походив з впливового аристократичного роду Ню. Народився у 779 році в містечку неподалік Чан'аня. Був сином окружного судді Ню Ювеня. Здобув гарну домашню освіту. Його батько помер, коли Сенжу був молодим. Втім він продовжив навчання і зрештою у 805 році успішно склав імператорський іспит, отримавши найвищу вчену ступінь цзіньши.
У 805 році призначається суддею округу Юйцзе із центорм у м. Лоян. У 808 році під час інспекції отримав погану оцінку. Втім при підтримці канцлера Лі Цзіфу не погодився з цим. У наступні декілька місяців намагався відстояти власну позицію, проте програв. Разом з іншими Ню Сенжу було відправлено у заслання. Проте незабаром його було повернуто на посаду, згодом був суддею округу Хенань (сусіднього з округом Юйцзе). У 810-х роках обіймав посади в імператорському цензораті та відомстві у справах цивільної служби.
У 820 році за імператора Му-цзуна призначається чиновником з особливими повноваженнями до відомства оборони, також Ню Сенжу довірено складати імператорські накази. Наприкінці того ж року призначається заступником імператорського цензора. У цей час розпочинається тривала боротьба Ню Сенжу з впливовим кланом Лі. У 823 році призначається канцлером, обійшовши тут впливого чиновника Лі Дею.
Ню Сенжу зумів зберегти свій вплив за нового імператора Цзін-цзуна, який у 824 році надав Сенжу титул цзи (на кшталт віконта) Цічжан. Того ж року отримав титул гуна (на кшталт герцога). Також імператор призначив Ню імператорським істориком.
Втім, не взмозі протистояти вадам імператора, що погано впливало на державні справи, Ню Сенжу подає у відставку. У 825 році його призначають цзєдуши (військовим губернатором) області Учан. На своїй посаді зменшив тягар з виконання адміністративних робіт, відновив та зміцнив стіни міста Учан.
У 830 році Ню Сенжу вирушив до столиці вітати нового імператора Вень-цзуна. Останній незабаром знову призначає Ню канцлером та водночас очільником відомства оборони. На цій посаді доклав багато зусиль по боротьбі з корупцією, водночас звільнив усіх прихильників колишнього канцлера Лі Дею. У зовнішній політиці Ню Сенжу намагався зберегти мир зі усіма сусідами Китаю.
Зрештою у 832 році внаслідок боротьби з родом Лі змушений був піти у відставку. У 833 році призначається цзєдуши округу Хуайнань (сучасна провінція Цзянсу). У 837 році призначається головою бюро покарань у другій імператорській столиці Лоян. У 839 році призначається цзєдуши Східного Шаньнаня та головою префектури Сян.
За імператора У-цзуна у 840 році отримав почесний титул Вельможності, але 841 року внаслідок інтриг Лі Дею був позбавлений посад, отримавши призначення старшого радника спадкоємця трону. Втім у 842 році призначається військовим комендантом Лояна. Проте у 843—844 роках боротьба з кланом Лі тривала. Зрештою Ню Сенжу знову позбавили посад.
У 844 році призначається головою префектури Тін (сучасна провінція Фуцзянь), проте незабаром ще раз отримує нижчу посаду — стає секретарем префектури Сюнь (в сучасній провінції Гуандун).
За імператора Сюань-цзуна у 846 році призначається військовим радником голови префектури Хен (територія сучасної провінції Хунань), а потім стає на подібній посаді в префектурі Жу (територія сучасної провінції Хенань). Наприкінці життя призначається радником спадкоємця трону. Помер Ню Сенжу у столиці імперії Чан'ань у 849 році.

## Творчість
Відомий як автор різних оповідок та повістей. За свідченням сучасників, Ню Сенжу користувався великою літературною популярністю, його розповіді «повні лихослів'я» і політичних натяків. Він створив варіант політичного памфлету у формі новели чуаньци.
Найвідомішим з доробку Ню Сенжу є збірка «Сюань гуай лу» («Нариси про дива зі світу пітьми»). З нього натепер збереглося 33 оповідання. також знаним твором була збірка «Подорож у далеку минувшину».